# Andre Vanderveer
Andre Vanderveer (auch Andre Van der Veer) (* 12. Mai 1970 in Straubing) ist ein ehemaliger deutscher Basketballspieler.

## Werdegang
Der gebürtige Straubinger nahm im August 1987 mit der bundesdeutschen Kadettennationalmannschaft an der Europameisterschaft dieser Altersklasse teil. Beim in Ungarn veranstalteten Turnier war der 2,04 Meter große Innenspieler mit 11,7 Punkten je Begegnung zweitbester Korbschütze der Deutschen hinter Stefan Eggers. Vanderveers EM-Bestleistung waren 15 Punkte, die er sowohl im Spiel gegen die Sowjetunion als auch im Spiel gegen Spanien erzielte.
Er spielte zeitweise in den Vereinigten Staaten in Las Vegas, auf Vereinsebene in Deutschland spielte er in der Saison 1993/94 mit dem TK Hannover in der Basketball-Bundesliga, zur Saison 1994/95 wechselte er zum MTV Wolfenbüttel in die 2. Basketball-Bundesliga. Er blieb bis 1996 bei dem Verein.